# Tofieldia calyculata
Tofieldia calyculata là một loài thực vật có hoa trong họ Tofieldiaceae. Loài này được (L.) Wahlenb. miêu tả khoa học đầu tiên năm 1812.